# Libici
Les Libici ou Libiciens - grec Λιβικοι - étaient un petit peuple celtique de la région de Verceil dans le Piémont. Ils avaient pour voisins, à l'ouest les Salasses, au nord les Lépontiens, les Insubres à l'est. En 143 av. J.-C., les Libici sont entrés en conflit avec les Salasses pour le contrôle des ressources en or locales, ce qui a entraîné l'intervention de Rome dans la région, sous le commandement d'Appius Claudius Pulcher.
Claude Ptolémée leur accorde deux villes, Verceil et Lomello, Pline l'ancien indique que la ville de Victumulae appartenait au territoire dépendant de Verceil. Toutefois, cette dernière localité était peut-être à l'origine sous le contrôle des Salasses.    
C'est sur leur territoire que se déroule en 101 av. J.-C. la bataille de Verceil, qui voit les armées romaines de Marius écraser les envahisseurs Cimbres. Au lendemain de cette victoire, en 89 av. J.-C., les Libici se voient intégrés au sein de Rome et attribuer le droit latin. Verceil est alors érigée en municipe.